# テレマン作品主題目録番号
テレマン作品主題目録番号 (テレマンさくひん、しゅだいもくろくばんごう、独: Telemann-Werke-Verzeichnis）、略してTWVは、音楽学者のマルティン・ルーンケが発行した、ゲオルク・フィリップ・テレマンの作曲作品を示す番号である。
TWVという接頭語の後には、ジャンル番号、場合によってはキーを示す文字、作品番号が続くのが一般的である。
ジャンル番号は、作品の一般的な種類や媒体を示す。長調は大文字、短調は小文字で表され、2番目の数字は、ジャンル内の作品番号である。
例えば、テレマンの弦楽と通奏低音のためのコンチェルト・ポロノワ 変ロ長調はTWV 43:B3。管弦楽組曲ニ長調はTWV 55:D18、序曲ト短調はTWV 55:g4である。
声楽作品は、ヴェルナー・メンケが同様の方法で「テレマン声楽作品カタログ (独: Telemann-Vokalwerke-Verzeichnis、略称：TVWV）としてカタログ化した。
例えば、テレマンのヨハネ受難曲はTVWV 5:42、カンタータ「時代の流れ」はTVWV 20:39といった形である。

## ジャンルナンバリング
声楽作品のジャンルは1から25まで番号が付けられており、通常はTVWVが前に付けられます。器楽のジャンルは30から55まである。
ジャンルには次のように番号が付けられている。

### 声楽 (TVWV)

#### 聖歌 (TVWV 1–15)
- TVWV 1 – 教会カンタータ
- TVWV 2 – 奉献のためのカンタータ
- TVWV 3 – 説教者の叙階のためのカンタータ
- TVWV 4 – 葬儀用のカンタータ
- TVWV 5 – 受難曲とオラトリオ
- TVWV 6 – 宗教的オラトリオ
- TVWV 7 – 詩篇
- TVWV 8 – モテット
- TVWV 9 – ミサ、マニフィカト、および個々の作品
- TVWV 10 – コレクション
- TVWV 11 – 結婚式のためのカンタータとセレナーデ
- TVWV 12 – 誕生日のための作品
- TVWV 13 – 政治的祝賀会のための作品
- TVWV 14 – ハンブルク=アルトナの学校のための作品
- TVWV 15 – 市長のためのオラトリオとセレナーデ

#### 世俗的な声楽 (TVWV 20–25)
- TVWV 20 – 世俗的なカンタータ
- TVWV 21 – オペラとアリア
- TVWV 22 – 他の作曲家によるオペラへの貢献
- TVWV 23 – オペラのプロローグ
- TVWV 24 – 世俗的なオラトリオ
- TVWV 25 – 教育学的作品、頌歌、歌

### 器楽（TWV）

#### 鍵盤楽器とリュートのための音楽（TWV 30–39）
- TWV 30 – 鍵盤楽器用フーガ
- TWV 31 – コラール前奏曲
- TWV 32 – チェンバロのための組曲
- TWV 33 – チェンバロのためのファンタジー、ソナタ、協奏曲
- TWV 34 –チェンバロのためのメヌエット
- TWV 35 – チェンバロのための小品
- TWV 36 – 写本のコレクション
- TWV 37 – Lustiger Mischmasch
- TWV 39 – リュートのための作品

#### 室内楽（TWV 40–45）
- TWV 40 – 通奏低音のない室内楽
- TWV 41 – 通奏低音付き1楽器のための作品
- TWV 42 – 通奏低音を使用した2つの楽器のための作品
- TWV 43 –通奏低音を使用した3つの楽器の作品
- TWV 44 –通奏低音を伴う4つ以上の楽器のための作品
- TWV 45 – ロストック写本からのポーランド舞曲

#### オーケストラのための音楽（TWV 50–55）
- TWV 50 – 交響曲、ディヴェルティメント、行進曲
- TWV 51 – ソロ楽器とオーケストラのための協奏曲
- TWV 52 –2つの楽器とオーケストラのための協奏曲
- TWV 53 – 3つの楽器とオーケストラのための協奏曲
- TWV 54 – 4つ以上の楽器とオーケストラのための協奏曲
- TWV 55 – 管弦楽組曲